# Guerre contre la drogue aux Philippines
 (avril 2021).
- Si vous ne connaissez pas le sujet, laissez ce bandeau (vous pouvez alors contacter les auteurs).
- Si vous supprimez le contenu mis en cause (vous pouvez préalablement contacter les auteurs),

argumentez précisément cette suppression dans la page de discussion
(un manque de référence n'est pas un argument ; une recherche réelle de référence doit avoir été effectuée, être formellement documentée).

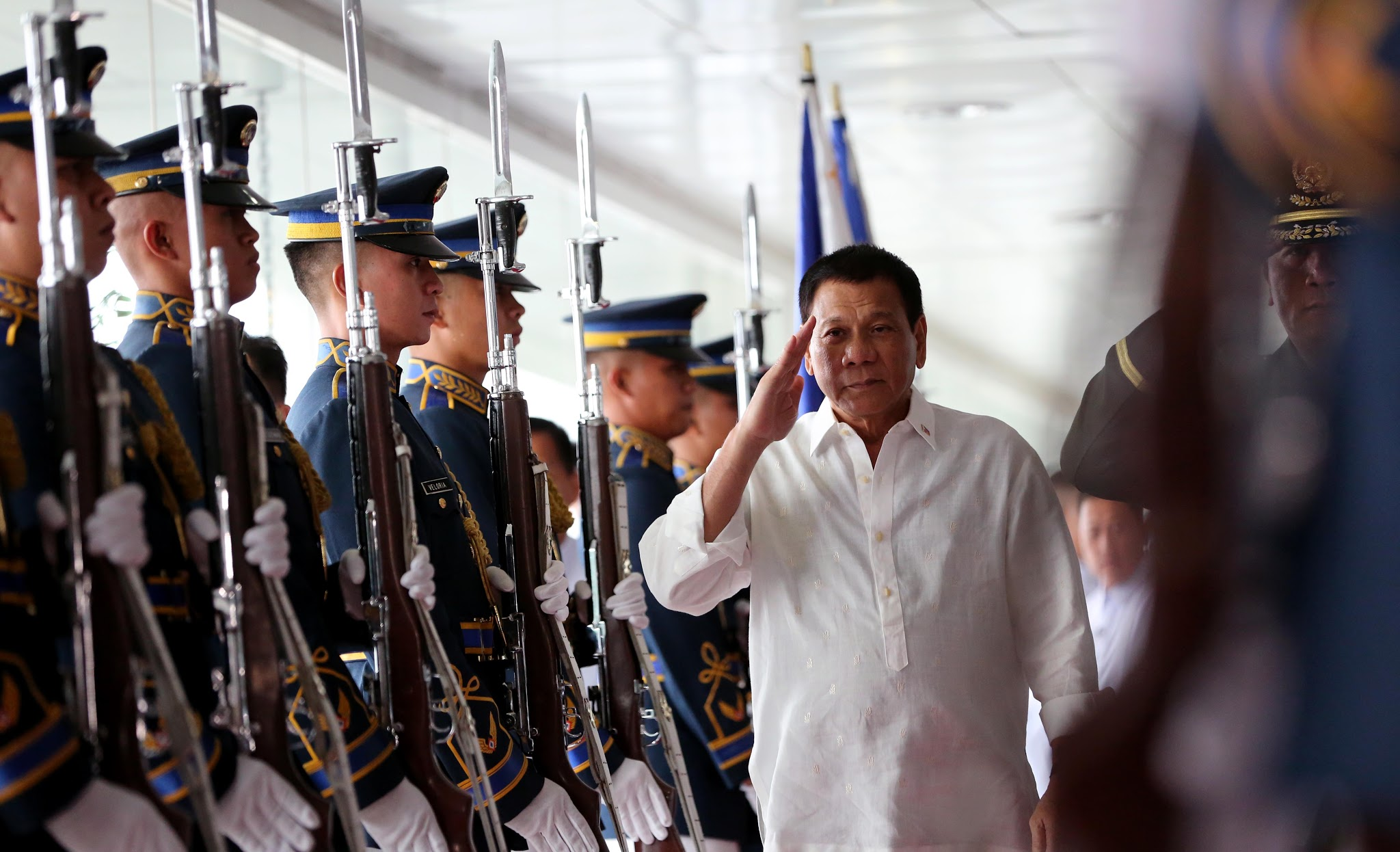
Rodrigo Duterte en 2016.

Le 9 mai 2016, Rodrigo Duterte est élu 16e président des Philippines, grâce à une notoriété acquise via une politique non conventionnelle, et la déclaration d’une violente guerre contre la drogue, fléau répandu dans le pays. Le président a alors entamé une purge visant dealers et toxicomanes. On recense depuis son élection, plus d’un million de capitulations de vendeurs et usagers de drogue, 4 000 arrestations, et 6 000 morts.

## Climat politique et narco trafic avant Duterte

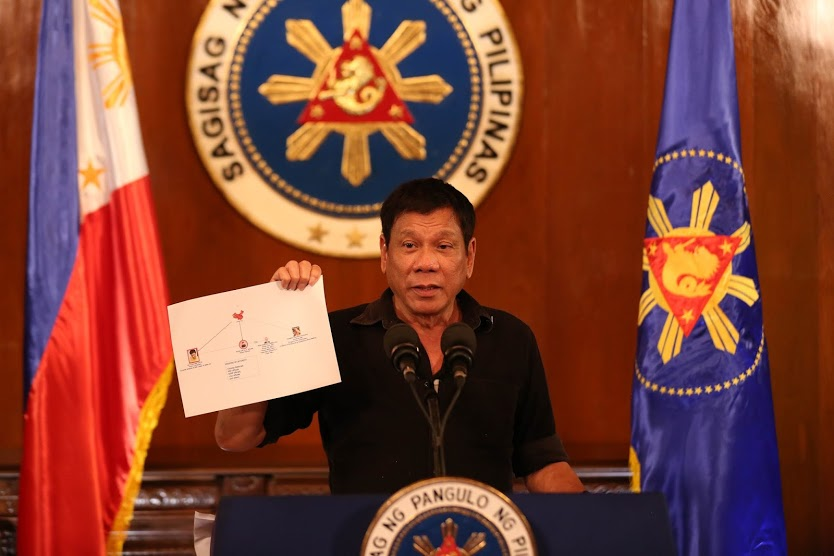
Le président Rodrigo Duterte présente un schéma illustrant un réseau de trafic de drogue impliquant des syndicats de haut niveau aux Philippines lors d'une conférence de presse le 7 juillet 2016

### Les signes d’une démocratisation croissante
Malgré un important retard en matière de développement économique, les signes d’une démocratie dynamique aux Philippines sont notables, notamment avec la hausse de la participation électorale depuis 1992. L’engagement civique se manifeste aussi avec des milliers de bénévoles, ainsi qu’un vaste réseau d’ONG et de médias indépendants. Cependant, la démocratie semble menacée depuis l’arrivée au pouvoir de Rodrigo Duterte, dissimulant une politique autoritaire et une gouvernance par la violence à travers sa guerre contre les narcotrafiquants. 

### L’évolution de la peine de mort
Aux Philippines, la peine de mort fut abolie à deux reprises. Tout d’abord après la chute de la dictature de Ferdinand Marcos en 1987, puis de nouveau en 2006. Sous la présidence de Marcos (1965-1986), le pays recense 31 exécutions judiciaires, et environ 3000 exécutions extrajudiciaires. Après son renversement, la constitution de 1987 abolit la peine capitale. Le congrès philippin rétablit la peine de mort en 1993, faisant des Philippines le pays contenant l’un des plus importants couloirs de la mort asiatiques, avec plus de 1.200 condamnés. En 2006, sous la présidence d'Arroyo, le pays abolit pour la seconde fois en 20 ans la peine de mort. De 1993 à 2006, des exécutions extrajudiciaires ont continué à se produire régulièrement. Ces exécutions semblaient diminuer sous le successeur d’Arroyo : Benigno Acquino, mais environ 300 militants défenseurs des droits de l’homme ou partisans des rebelles communistes furent tués durant son mandat. 
Aujourd’hui, Duterte cherche à rétablir la peine de mort, pour les crimes liés à la drogue, mais il affiche la volonté de l’étendre à d’autres secteurs par la suite. Un projet qui figurait parmi les priorités législatives du Sénat philippin en 2020. À la fin du mandat d’Acquino, le directeur de Human Rights Watch en Asie déclarait : « si le nombre de violations des droits de l’homme et d’exécutions a diminué pendant l’administration d’Aquino, les meurtres en cours de militants et l’absence de poursuites judiciaires signifient qu’il n’y a rien pour empêcher une recrudescence d’abus dans l’avenir ». Une déclaration qui s’avéra prémonitoire.

### Une forte dépendance à la drogue et un manque d’infrastructures
Les Philippines ont un taux de consommation et d’abus de drogue plus élevé que d’autres pays d’Asie du Sud Est, particulièrement les méthamphétamines, qui composaient 89 % des drogues les plus saisies du pays en 2014. Du fait de sa proximité avec de grandes nations comme la Chine, le pays est une plaque tournante majeure pour les méthamphétamines dans la région. Une substance dangereusement omniprésente vendue ouvertement dans les parcs, bars, coins de rue. Il existe peu d’infrastructures de réadaptation dans le pays, et un traitement est quasiment impossible à obtenir pour la majorité des toxicomanes. Pour de nombreux observateurs extérieurs, l’échec de la politique de la drogue aux philippines est évident. Bien que la méthamphétamine nuise aux individus, communautés et familles, elle constitue pour de nombreux citoyens, une source de revenu, un soulagement à la faim, et fournit un moyen d’évasion aux conditions de vies difficiles endurées par des millions de Philippins. À moins que des mesures sociales soient instaurées pour lutter contre cette forte dépendance, une réduction de la vente et de la consommation de drogue semble peu probable.

## Causes de la guerre anti-drogue

### Injustice pénale et corruption policière
De surcroît à la violence meurtrière et à la forte demande de drogue, le soutien aux exécutions extrajudiciaires se trouve encouragé par les dysfonctionnements du système de justice pénale philippin. Son processus criminel se déroule à un rythme effréné, et au moins 20% des tribunaux de première instance n’ont pas de juges. La police manque de personnel d’environ 50.000 agents, et certains spécialistes[Lesquels ?] affirment qu’ils sont la principale institution criminelle du pays. De nombreuses personnes accusées sans preuve de crime, sont emprisonnées pendant des années, pour être libérée uniquement lorsque la police ne témoigne pas ou par manque de preuves. Durant la guerre contre la drogue de Duterte, les tribunaux philippins, y compris la cour suprême, se sont révélés incapables de faire valoir leur indépendance, et de faire leur travail de manière crédible. La justice pénale des Philippines est donc inefficace et corrompue. Le pays contient l’indice d’impunité le plus élevé au monde, selon le centre d’études sur l’impunité et la justice du Mexique. Un échec de la justice pénale semblant être à l’origine du large consensus en faveur de la politique menée par Duterte contre la drogue, menant à un consentement populaire passif, malgré le manque de preuves sur la réelle efficacité de cette guerre sanglante.

### Un populisme pénal
Le populisme pénal se définit comme l'application des souhaits  du peuple en matière de lois, de condamnations et d'exécutions des peines au détriments des choix des élites politiques ou sans le filtrage de ces dernières. Par définition, les catégories de personnes qui en subissent les conséquences sont celles que rejette une large majorité de la population, principalement les trafiquants et les usagers de drogue dans le cas des Philippines. Cette justice privilégie les droits des victimes au détriment de ceux des délinquants. Ces derniers sont exclus de la communauté nationale réservée aux personnes respectueuses des lois. Ils perdent des droits fondamentaux dont ils ne sont plus jugés dignes et qui pourraient entraver des poursuites et des peines estimées justes. Les punitions des criminels peuvent être publiques ce qu'apprécie une large majorité de la population qui constate ainsi la réalité des sanctions et ressent le soulagement d'être vengée. Le populisme pénal nuit à l’état de droit et à l’indépendance de la justice mais répond à une demande majoritaire de la population et peut en cela être considéré comme objectivement démocratique. 
Le populisme pénal pratiqué par Duterte est construit sur une communication sur le nombre et la gravité des crimes et la promesse d'une amélioration générale des conditions de vie par leur limitation drastique. 
Les meurtres d’état et ceux exécutés par des groupes indépendants de justiciers le plus souvent issus de la police et de l'armée ne relèvent pas du populisme pénal car ils sont purement extrajudiciaires. C'est la non-poursuite des auteurs de ceux estimés justifiés par la population qui peut être rattachée au populisme légal. 

## Début de la guerre anti drogue

### Des données incertaines sur le nombre d’exécutions
Il existe un grand nombre d’exécutions extrajudiciaires dont le nombre dépasse de loin le nombre de peine de mort prononcées par l'institution judiciaire. La police philippine a reconnu en janvier 2018 qu'environ 6.000 usagers ou vendeurs de drogue présumés avaient été tués dans la guerre contre la drogue dont 2.000 par la police et 4.000 par des "forces de l'ombre". Un total estimé par Human Rights Watch à 12.000 alors que des défenseurs des droits de l’homme aux Philippines affirmaient que le chiffre s’élevait à plus de 16.000. 
Par manque de transparence et de cohérence concernant la fréquence des exécutions extrajudiciaires, il est quasiment impossible de connaître leur nombre exact durant la première année de guerre anti-drogue menée par le président Duterte. De plus, on distingue diverses actions étatiques, impliquant le gouvernement de différentes manières dans la répression anti-drogue : tout d’abord, la tolérance et l’encouragement au meurtre d’usagers et de vendeurs de drogue. Ensuite, la fusillade en cas de résistance à une arrestation. Enfin, l’assassinat de sang-froid en tant qu’acte de terrorisme gouvernemental. 
De surcroît, le fait que certains meurtres soient mis en scène, afin de faire croire à une exécution extrajudiciaire et d’éviter l’ouverture d’enquêtes, rend le décompte encore plus compliqué et incertain. Malgré l’impossibilité de fournir des chiffres exacts, même les données les plus basses fournies par l’État philippin sont alarmantes. Selon la police nationale, en 2017, 5.000 suspects de drogue auraient été tués, dont 3.151 de batailles avec la police, et 1.847 auraient été exécutés lors de litiges liés à la drogue, par des assaillants justiciers. Des sources non gouvernementales dressent un tableau beaucoup plus alarmant, avec un nombre de victimes s’élevant à plus de 7.000 personnes qui auraient été tuées par la police ou des miliciens, incités à poursuivre la guerre anti-drogue au cours des deux premiers mois du mandat de Rodrigo Duterte. Selon certaines estimations pourtant prudentes, les meurtres extrajudiciaires promulgués par la politique de Duterte seraient largement plus répandus que les meurtres judiciaires.

### La mise en vigueur de mesures répressives brutales

#### Les listes de surveillance et interrogatoires de masse
À la suite de son élection, Duterte entame la rédaction de « listes de surveillances », regroupant un ensemble de suspects parmi les membres de la police et les élus. Ces listes comportent entre 600.000 et un million de noms, dont environ 6.000 officiers de police, 5.000 chefs de villages locaux et 23 maires. La majorité des suspects identifiés dans ces listes, ont été ciblés par l’« opération Knock and Plead », aboutissant à la surveillance policière de 687.000 personnes dans le pays. Les personnes qui ne se rendent pas sont plus susceptibles d’être ciblées pour des exécutions extrajudiciaires. Ceux qui se rendent sont contraints de signer un formulaire déclarant : « Si vous êtes pris la première, la deuxième et la troisième fois, il y a des avertissements et des conditions. Si vous êtes pris une quatrième fois, nous n'aurons rien à voir avec ce qui vous arrivera ». Il n’y a apparemment pas de moyens sûrs de sortir de cette liste, même pour les individus puissants ou connectés avec des membres au pouvoir. Par exemple, le 30 juillet 2017, le maire de la ville d'Ozamiz, Reynaldo Parojinog, ainsi que sa femme, et 11 membres de leur personnel de sécurité, ont été tués après avoir prétendument ouvert le feu sur la police, après que cette dernière eut désactivé la vidéosurveillance au domicile du maire durant leur intervention avant l'aube. Aucun policier ne fut tué ou blessé durant cette rencontre. Un épisode parmi tant d’autres, qui démontre la détermination de Duterte de réformer un pays que certains appellent « le paradis des gangsters ».
La guerre contre la drogue comprend aussi des interrogatoires de masse, durant lesquels des centaines d’hommes, majoritairement pauvres, sont appelés à sortir de chez eux, sont alignés, arrêtés puis interrogés. Une majorité d’entre eux y perd la vie.

#### Protection des crimes extra judiciaires et menace des opposants
Duterte, à plusieurs reprises, a encouragé la police à « aller de l’avant et tuer les consommateurs de drogue », et s’est engagé à protéger les policiers tuant par responsabilité juridique. Il a aussi déclaré « je m’en fiche des droits de l’homme, croyez-moi. Il n’y a pas de procédure régulière ». Il a également ciblé les avocats défenseurs des suspects de drogue, les menaçant de les inclure à sa liste de surveillance. Lorsque l’une des plus ferventes critiques de Duterte, la sénatrice Leila de Lima, demanda l’ouverture d’une enquête sur les meurtres extrajudiciaires, ce dernier la menaça de l’emprisonner, puis la fit arrêter sur la base d’un témoignage de prisonnier sans autre preuve. Elle n’est pas éligible à la mise en liberté sous caution. On observe donc une tendance à l’intimidation, une féroce répression des opposants souvent emprisonnés quand ils ne sont pas directement assassinés.

#### Répandre la peur pour mieux régner
Des cadavres sont retrouvés dans des cartons sur lesquels sont inscrites des phrases telles que « je suis un incitateur/consommateur de drogue, ne soyez pas comme moi ». Les têtes des victimes sont couvertes de rubans avec des expressions peintes sur leur visage. Leurs dépouilles sont exposées en place publique. L’objectif est clair : terroriser pour inciter la population à rester le plus loin possible de la drogue et de ses activités. Ce spectacle terrifiant ne suscite cependant pas l’indignation des foules voyant ces scènes comme un divertissement.

### Ambivalence de l’opinion publique
L’opinion publique est ambivalente aux vues de la guerre anti-drogue. D’un côté, les citoyens se disent majoritairement satisfaits, mais de l’autre ils craignent qu’eux ou un membre de leur famille ne soit visés par cette politique. Le soutien public à Duterte est aussi enraciné dans la colère, l’impuissance ressenties par la population face au dysfonctionnement de la justice criminelle des Philippines. Tant que les citoyens croient que le système judiciaire est défectueux, ils semblent soutenir l’approche brutale du président face aux menaces contre l’ordre social. 

## Bilan de la guerre anti-drogue

### Halte à la guerre anti-drogue
Durant la deuxième année de son mandat, Rodrigo Duterte marque une halte à sa guerre anti-drogue. Lors d’une exécution habituelle, des policiers sont surpris par une caméra de vidéosurveillance, en train de violemment traîner par terre un civil dénommé Delos Santos, avant de lui assigner 3 balles dans le corps. Une scène contradictoire avec l’explication habituelle de légitime défense fournie par la police. Ces révélations ont reçu une importante couverture médiatique et une forte visibilité sur les réseaux sociaux, générant de nombreuses manifestations publiques dirigées par l’église catholique et les militants des droits de l’homme. Cet évènement fit baisser le soutien public à Duterte, ce qui poussa le président à annoncer la fin de sa guerre anti-drogue.

### Reprise de la guerre anti-drogue
Mais en janvier 2018, Ronald dela Rosa, directeur général de la police nationale des Philippines, annonce une reprise de la guerre anti-drogue améliorée et autrement pensée, donnant l’espoir à une réduction de la violence policière, sans pour autant garantir des résultats certains. Il a également annoncé que la nouvelle guerre respecterait davantage les droits humains, allant jusqu’à publier un manuel d’instructions contenant les grandes lignes directrices décrivant la manière dont devront se dérouler les opérations anti-drogue, ainsi qu’une mise à jour de la liste de surveillance érigée deux ans auparavant. Les mesures annoncées contiennent aussi la mise en place d’une journée de formation pour les policiers participant à la répression de la drogue, visant à empêcher les débordements et abus de violence.

### État actuel de la guerre anti-drogue
Aujourd’hui, le nombre de suspects tués s’élève à 8.000, selon les chiffres de la police publiés en novembre 2020. Rodrigo Duterte a décrété assumer la responsabilité des décès survenus lors des opérations policières. Il déclarait en octobre 2020 : "Si tu te fais tuer, c'est parce que la drogue me rend furieux. Si c'est ce que je dis, amenez-moi au tribunal pour que je sois enfermé. Je n'ai pas de problème avec ça. Si je sers mon pays en allant en prison, avec plaisir".